# Putti reggicandela del Museo Jacquemart-André
I due Putti reggicandela del Museo Jacquemart-André di Parigi sono due statuette in bronzo attribuite a Donatello. Sono alti rispettivamente 67,5 e 57,50 cm e sono generalmente riferiti al 1434-1439.

## Storia e descrizione
Le due opere sono quasi certamente i due angioletti che Vasari descrisse sulla cantoria di Luca della Robbia nel Duomo di Firenze. L'attribuzione oggi è praticamente indiscussa a Donatello e molti suppongono che fossero nati per coronare la cantoria gemella scolpita dallo stesso.
I due putti sono simmetrici ma con lievi differenze. Sono rappresentati seduti, con un piedino poggiato sullo zoccoletto che li sostiene e l'altra gamba più distesa verso il basso. Col corpo disegnano un'elegante torsione (uno verso destra, l'altro verso sinistra), accentuato dalla testa girata con angolo maggiore nella stessa direzione, creando una rotazione a spirale tramite le braccia appoggiate sul ginocchio opposto. Con le mani essi reggono una base ciascuno, dove uno spunzone (perduto) permetteva di infilare una grossa candela di cera.